# Dipteronia sinensis
Dipteronia sinensis — це вид рослин із роду Dipteronia, ендемічний для материкового Китаю та входить до родини сапіндових (Sapindaceae). Рід Dipteronia філогенетично пов'язаний з кленом. 

## Опис
Dipteronia sinensis — листопадний квітучий кущ чи невелике дерево, що досягає 10–15 м заввишки. Листки супротивні й перисторозсічні. Суцвіття волотисті, верхівкові чи пазушні. Квітки мають п'ять чашолистків і пелюсток; тичинкові квітки мають вісім тичинок, а двостатеві — двогніздову зав'язь. Плід — округла крилатка з двох стиснутих горішків, плоска, оточена широким крилом, яке з дозріванням змінюється від світло-зеленого до червоного кольору.

## Використання
Зрілі дерева рубають на деревину. Передбачається, що це використання скорочується, оскільки нині зберігається не так багато великих дерев, тому цей вид переважно рубають на дрова. Вид використовується в садівництві як декоративний.

## Поширення
Росте в південно-центральному, північно-центральному й південно-східному Китаї (Гуйчжоу, Шаньсі, Хенань, Ганьсу, Сичуань, Шеньсі, Хунань, Хубей) на висотах від 1000 до 2400 метрів. Вид може рости в різноманітних місцях існування, включаючи кам'янисті ґрунти та вздовж ярів, уздовж краю води, торф'яних боліт і сухих соснових лісів. Найчастіше зустрічається в змішаних лісах і на околицях широколистяних лісів. Вид може формувати чисті насадження в горах і на відкритих місцях.

## Галерея

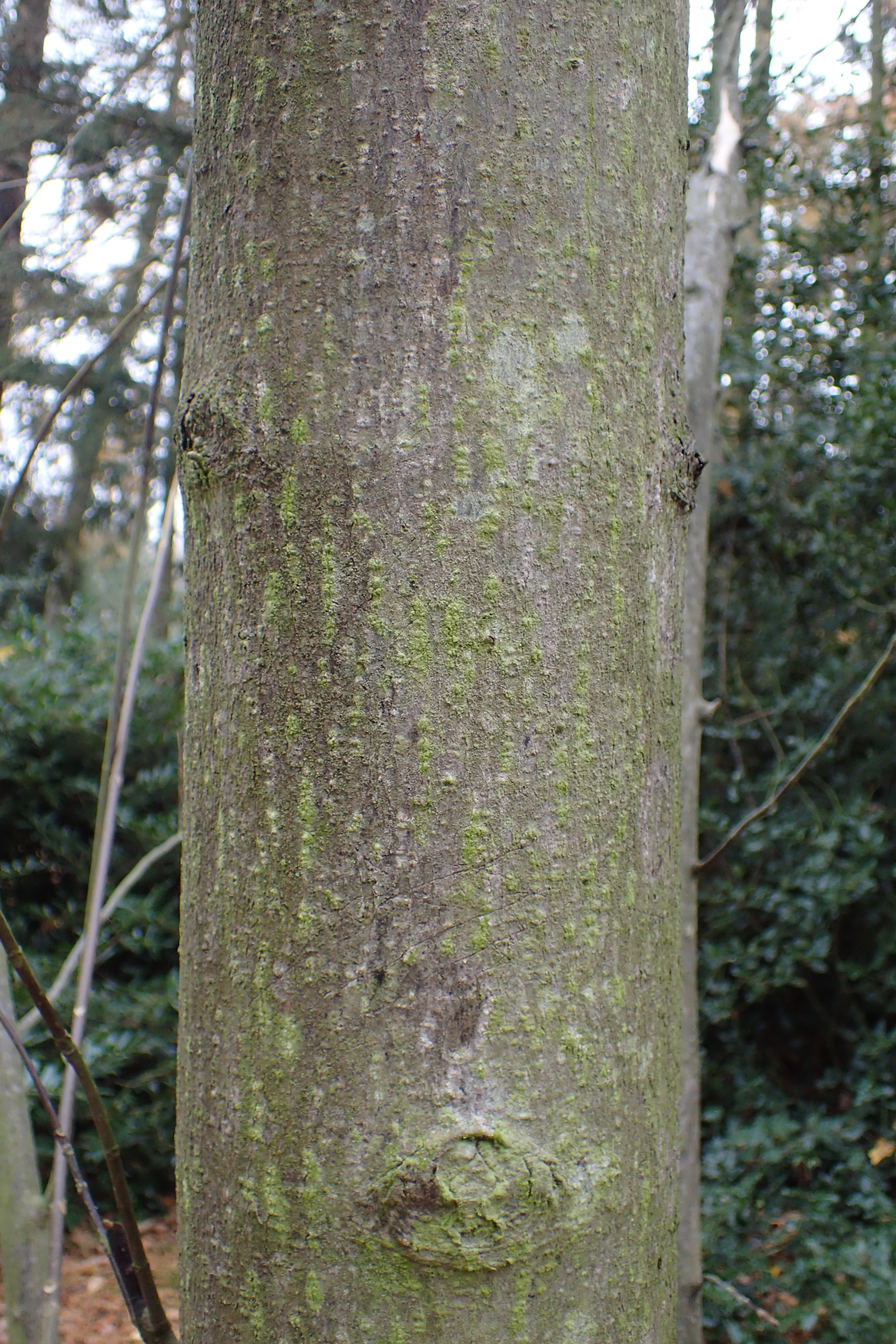
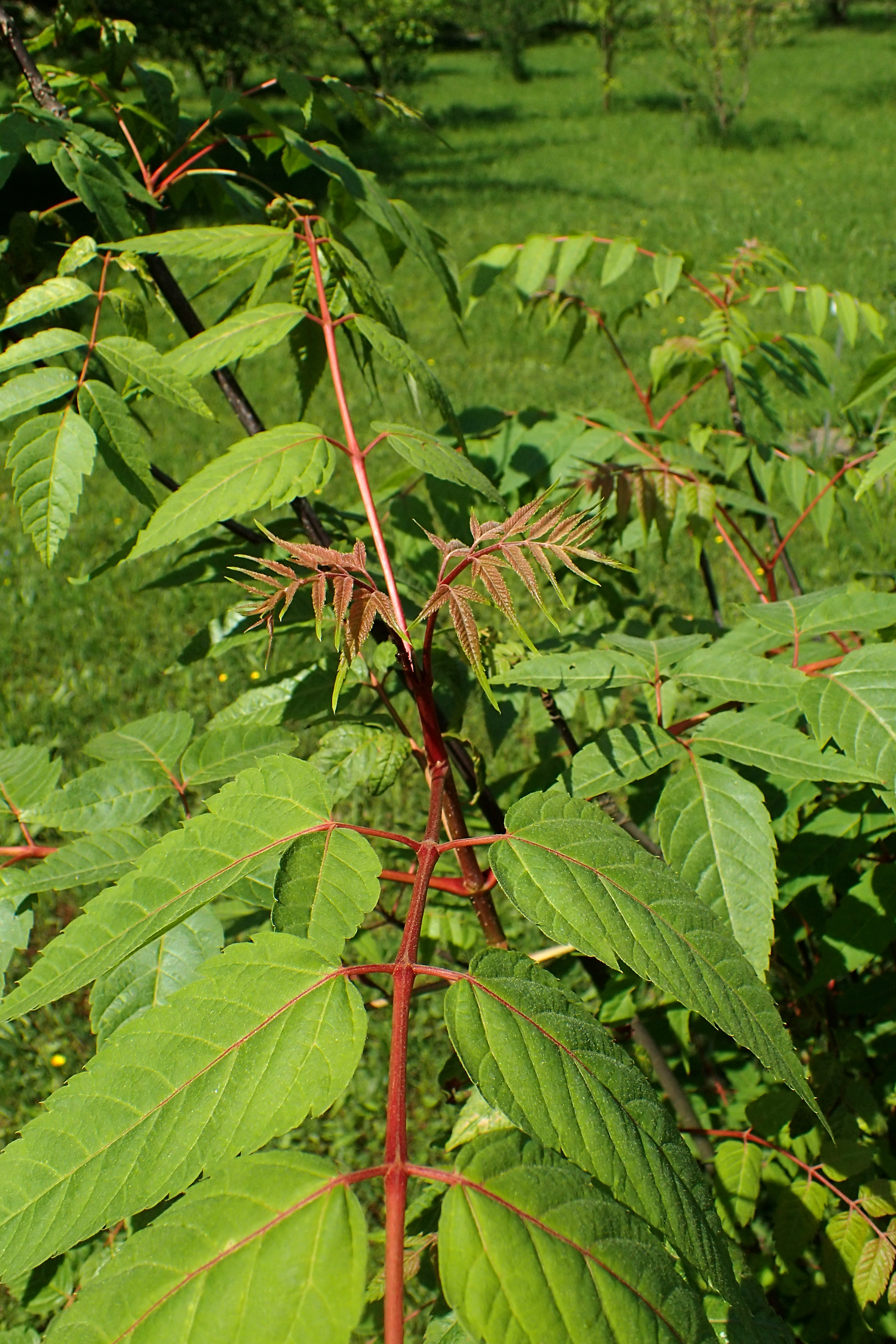
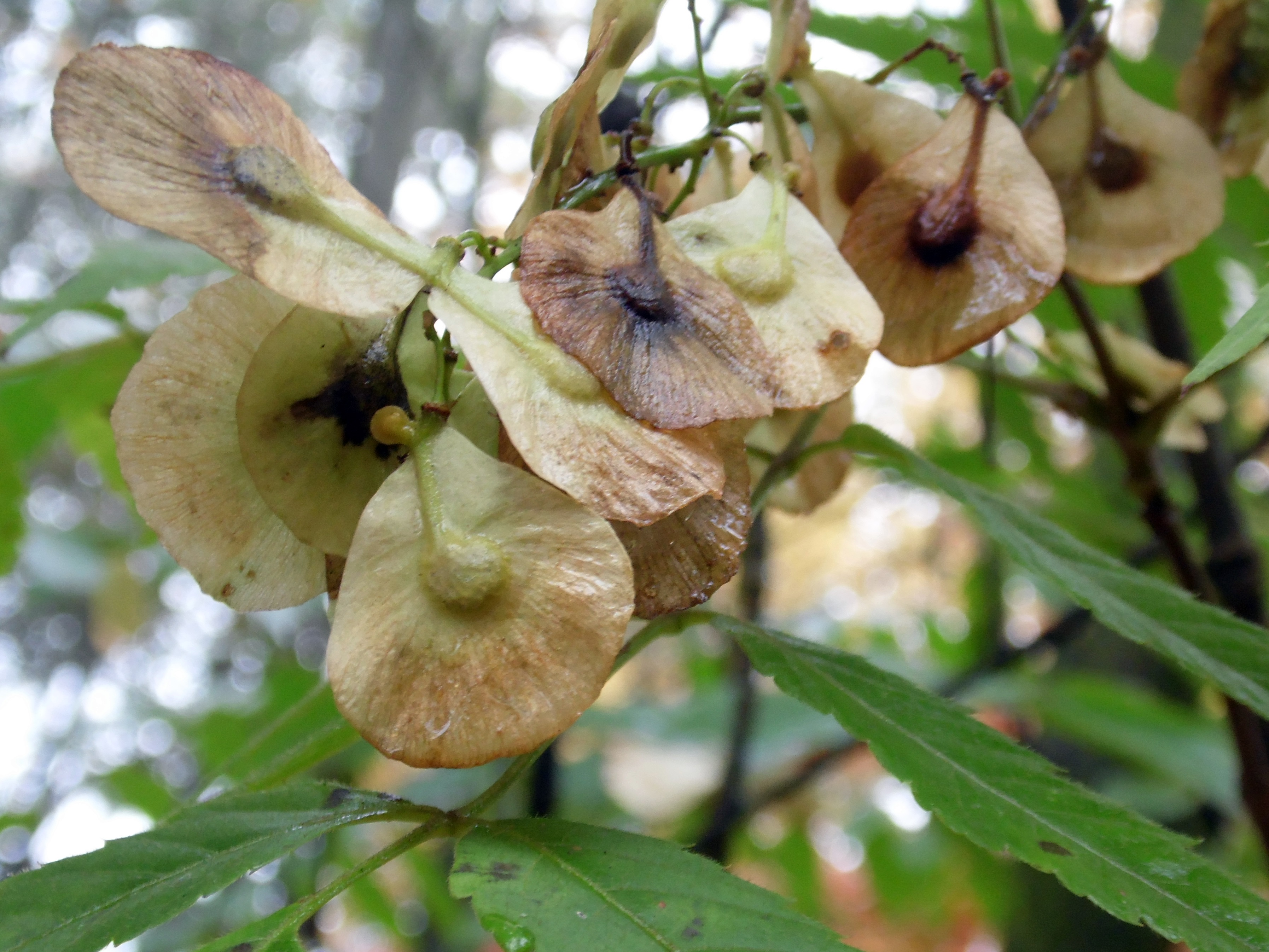